# Piet van Breemen
Piet van Breemen SJ (* 23. Juni 1927 in Bussum in Nordholland; † 31. August 2021 in Nijmegen, Provinz Gelderland) war ein niederländischer Jesuitenpater, Gymnasiallehrer, Novizenmeister, Tertiatslehrer, Exerzitienleiter, Referent und Autor mehrerer Bücher über biblische Themen und christliche Spiritualität.

## Leben
Piet van Breemen trat bereits 1945 mit 18 Jahren in die Gesellschaft Jesu ein. Er studierte danach Philosophie in Nijmegen, Theologie in Maastricht und Physik in Amsterdam und Rochester (New York) in New York. 1956 empfing er die römisch-katholische Priesterweihe. 1961 wurde er in Amsterdam in Physik promoviert. Danach war er als Gymnasiallehrer und Referent für junge Erwachsene in den Niederlanden, in Belgien und in weiteren Ländern tätig. Von 1974 bis 1985 war er Novizenmeister in Auderghem bei Brüssel und in Nijmegen. Von 1985 bis 1993 war er in Berlin zuständig für die letzte Phase der Jesuitenausbildung, das sogenannte Tertiat. Danach lebte van Breemen wieder in Nijmegen.

## Theologische Lehre
Theologie verstand van Breemen stets von seiner persönlichen Berufung, seiner gelebten Spiritualität und vom Gebet her. Augustinus und viele weitere Predigten der Kirchenväter machte er über die katholische Welt hinaus bis in evangelische Kreise hinein bekannt. Er veröffentlichte gut verständliche Beiträge zur Psychologie, Religionssoziologie und Sprachwissenschaft. Er leitete an zu ignatianischen Exerzitien, den geistlichen Übungen, die nach dem Ordensgründer der Jesuiten, Ignatius von Loyola, benannt sind. Ziel dieser Übungen ist es, Gott in Jesus Christus zu finden und sich selbst in neuer Wahrhaftigkeit. Diese Begegnung verwandle den Menschen, was durch den Heiligen Geist geschehe. Das Ziel des Lebens sah van Breemen in der Liebe Gottes. Deshalb sah er den Tod nur als Übergang vom Schatten ins Licht an, weil dann der Mensch die Liebe Gottes unverhüllt erfahren könne.

## Schriften
Piet van Breemens Werke wurden in zwanzig Sprachen übersetzt. In deutscher Sprache sind bisher erschienen:
- Wie Brot, das gebrochen wird. 20 Schriftmeditationen. Echter, Würzburg 1978, ISBN 978-3-429-00541-2 (Neuauflage: St. Benno, Leipzig 1986, ISBN 978-3-7462-0172-6).
- Gerufen und gesandt. Gedanken zur Nachfolge. Echter, Würzburg 1986, ISBN 978-3-429-00600-6.
- Was zählt, ist Liebe. Herder, Freiburg 2000, ISBN 978-3-451-26863-2 (mit neuem Untertitel: Exerzitien im Alltag. Herder, Freiburg, bearbeitete Neuauflage 2005, ISBN 978-3-451-28838-8)
- Erfüllt von Gottes Licht. Eine Spiritualität des Alltags. Matthias Grünewald, Mainz 2005, ISBN 978-3-7867-8550-7.
- Im Geheimnis daheim. Hilfen aus der Bibel. Echter, Würzburg 2008, ISBN 978-3-429-02978-4.
- Alt werden als geistlicher Weg. Echter, Würzburg, 6. Auflage 2009, ISBN 978-3-429-02533-5.